# Coalhada

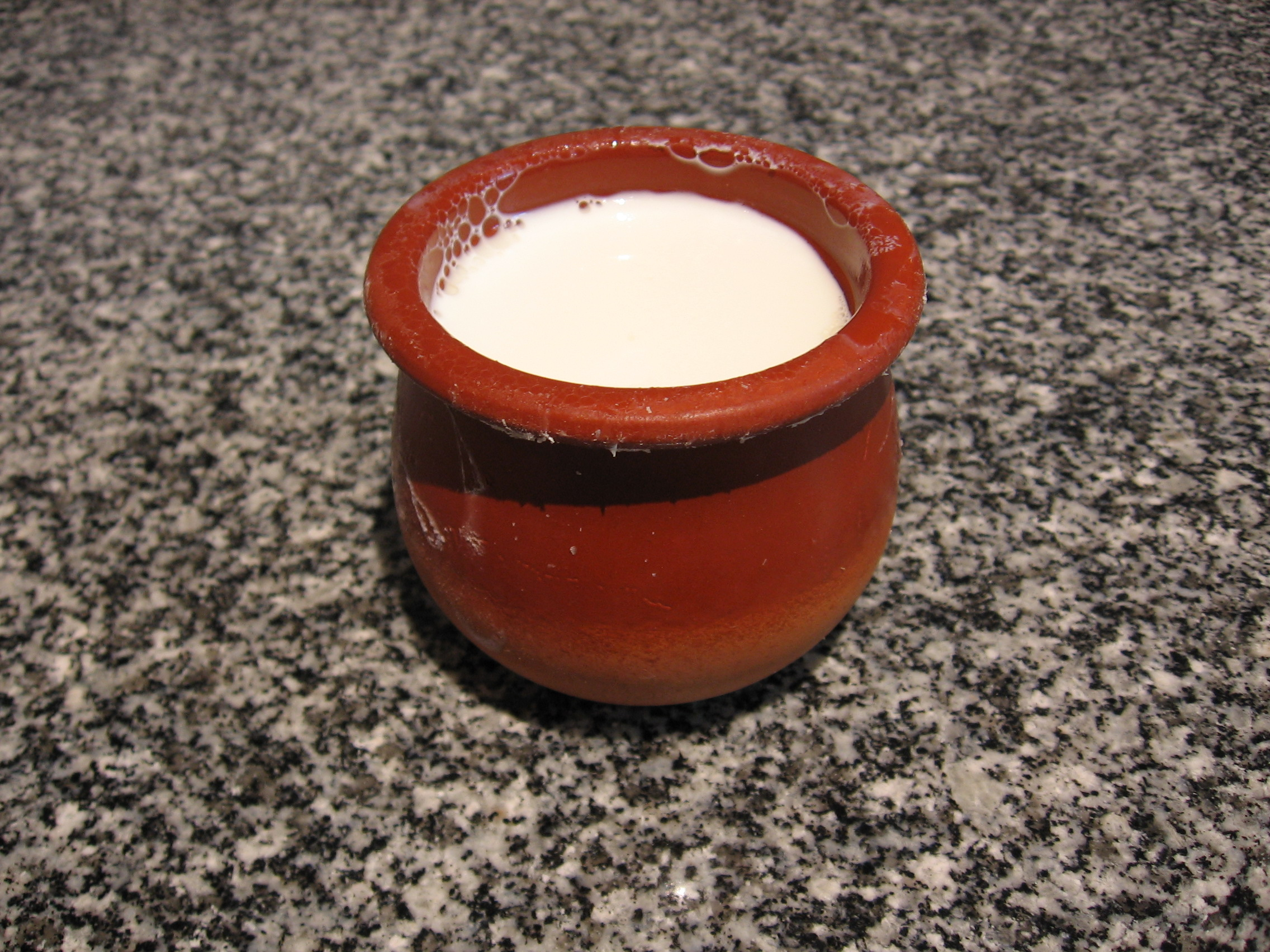
Coalhada

A coalhada é um alimento lácteo natural muito consumido em todo o mundo. Sua produção se dá através da fermentação natural ou estimulada do leite. Tal coagulação do leite pode ser obtida usando uma enzima designada quimosina ou coalho. O leite coalhado é a parte sólida, resultante da coagulação, fermentação do leite, enquanto a parte líquida é designada por soro.
A coalhada é base para o queijo Labneh, trazido pelos libaneses  para o Brasil. Tal queijo, de formato pastoso ou semicremoso, pode ser condimentado com ervas, especiarias ou frutas, salgado, adoçado ou ser deixado em estado natural.